# Бенежак
Бенежак (фр. Bénéjacq) насеље је и општина у југозападној Француској у региону Аквитанија, у департману Атлантски Пиринеји која припада префектури По.
По подацима из 2011. године у општини је живело 1886 становника, а густина насељености је износила 110,68 становника/km². Општина се простире на површини од 17 km². Налази се на средњој надморској висини од 249 метара (максималној 466 m, а минималној 249 m).

## Демографија
| 1962. | 1968. | 1975. | 1982. | 1990. | 1999. | 2011. |
| ----- | ----- | ----- | ----- | ----- | ----- | ----- |
| 1.302 | 1.363 | 1.350 | 1.508 | 1.587 | 1.603 | 1.886 |

График промене броја становника у току последњих година